# Gymnocarcelia tenuiforceps
Gymnocarcelia tenuiforceps är en tvåvingeart som beskrevs av Henry J. Reinhard 1964. Gymnocarcelia tenuiforceps ingår i släktet Gymnocarcelia och familjen parasitflugor. Inga underarter finns listade i Catalogue of Life.